# Furcifer
Furcifer é um género de camaleões cujas espécies membros são principalmente endêmicas de Madagáscar, porém as espécies Furcifer cephalolepis e Furcifer polleni são endêmicas das Comores. Além disso, a espécie Furcifer pardalis foi introduzida no departamento de Reunião e no país Maurício, enquanto a espécie Furcifer oustaleti foi introduzida perto de Nairobi, no Quênia.

## Taxonomia
O nome do genéro Furcifer é derivado do latim furci- que significa "bifurcada" e se refere à forma dos pés do animal.
O gênero contém 22 espécies.

## Espécies
As seguintes espécies são reconhecidas como válidas.
- Furcifer angeli (Brygoo & Domergue, 1968)
- Furcifer antimena (Grandidier, 1872)
- Furcifer balteatus (A.M.C. Duméril & Bibron, 1851)
- Furcifer belalandaensis (Brygoo & Domergue, 1970)
- Furcifer bifidus (Brongniart, 1900)
- Furcifer campani (Grandidier, 1872)
- Furcifer cephalolepis (Günther, 1880)
- Furcifer labordi (Grandidier, 1872)
- Furcifer lateralis (Gray, 1831)
- Furcifer major (Brygoo, 1971)
- Furcifer minor (Günther, 1879)
- Furcifer monoceras ( Boettger , 1913)
- Furcifer nicosiai Jesu, Mattioli & Schimmenti, 1999
- Furcifer oustaleti (Mocquard, 1894)
- Furcifer pardalis (Cuvier, 1829)
- Furcifer petteri (Brygoo & Domergue, 1966)
- Furcifer polleni (W. Peters, 1874)
- Furcifer rhinoceratus (Gray, 1845)
- Furcifer timoni Glaw, Köhler & Vences, 2009 [1]
- Furcifer tuzetae (Brygoo, Bourgat & Domergue, 1972)
- Furcifer verrucosus (Cuvier, 1829)
  - Furcifer verrucosus verrucosus (Cuvier, 1829)
  - Furcifer verrucosus semicristatus Boettger, 1894
- Furcifer viridis Florio et al., 2012
- Furcifer voeltzkowi (Boettger, 1893)
- Furcifer willsii (Günther, 1890)

Nota bene: Uma autoridade binomial entre parênteses indica que a espécie foi originalmente descrita em um gênero diferente de Furcifer .